# Aorangia otira
Aorangia otira is een spinnensoort uit de familie Stiphidiidae. De soort komt voor in Nieuw-Zeeland.